# سازگان‌شناسی
سیستِماتیک یا سازگان‌شناسی (به انگلیسی: Systematics) و به‌طور کاملتر زی‌سازگان‌شناسی یا زیست‌سازگان‌شناسی دانشی است که وظیفه اصلی‌اش تلاش برای درک تاریخ تکاملی حیات است. به بیانی دیگر، «سازگان‌شناسی» به آرایه‌شناسی جانداران با توجه به روابط میان آن‌ها در طی روند تکامل و سازگاری با محیط زندگیشان می‌پردازد؛ بنابراین یک سازگان‌شناس باید ضمن اشراف کلی به رده‌های عالی جانوران یا گیاهان، از روابط بین جانداران مورد مطالعه آگاهی کافی داشته و این روابط را به صورت رده‌بندی مورد استفاده عموم دربیاورد.
معمولاً هر سازگان‌شناس را بر اساس گروه مورد مطالعه، به آن گروه منتسب می‌کنند؛ مثلاً به فردی که سازگان‌شناسی ماهی‌ها را انجام می‌دهد سازگان‌شناس ماهی، به کسی که سامانه‌شناسی خانواده کپورماهیان را انجام می‌دهد، سازگان‌شناس کپورماهیان گفته می‌شود و … زمینه‌های مختلف دانش سازگان‌شناسی را بر اساس نوع صفاتی که به کار می‌برند نیز منتسب می‌کنند، مانند سازگان‌شناسی ریختی و سازگان‌شناسی ملکولی. همچنین بر اساس نوع مکتب آنها به سازگان‌شناسی تبارشناسی یا فیلوژنی، سازگان‌شناسی مصنوعی و سازگان‌شناسی صوری و رقومی نیز تقسیم می‌شوند. گرچه اغلب سازگان‌شناسی، آرایه‌شناسی و رده‌بندی (طبقه‌بندی) به صورت مترادف به کار می‌روند، ولی هریک تعریف و کاربرد خاص خود را دارد. در واقع طبقه‌بندی و آرایه‌شناسی زیرمجموعه‌های سازگان‌شناسی هستند، همان‌گونه که طبقه‌بندی زیرمجموعهٔ آرایه‌شناسی است؛ بنابراین سازگان‌شناسان اغلب «آرایه‌شناس» نیز هستند ولی همه آرایه‌شناسان سازگان‌شناس نیستند.